# Diguètids
Els diguètids (Diguetidae) són una petita família d'aranyes araneomorfes. Fou descrita per primera vegada per Frederick Octavius Pickard-Cambridge l'any 1899.
Són aranyes haplogines de sis ulls que construeixen una teranyina cònica i viuen en el seu centre, que és el lloc on també guarden els ous. Viuen fonamentalment als deserts americans; els exemplars del gènere Diguetia fan les seves teranyines en arbusts o entre els cactus. Es troben a Amèrica, Diguetia principalment a EUA i Mèxic i Segestrioides, a Sud-amèrica.
Encara que tenen una disposició dels ulls similar a la del gènere Loxosceles (Sicariidae), que és molt verinosa, no són espècies verinoses per a l'ésser humà.

## Sistemàtica
Segons el World Spider Catalog amb data de 16 de febrer de 2019, aquesta família té reconeguts 2 gèneres i 15 espècies.
Diguetia Simon, 1895
- Diguetia albolineata (O. P.-Cambridge, 1895) (EUA, Mèxic)
- Diguetia andersoni Gertsch, 1958 (EUA)
- Diguetia canities (McCook, 1889) (EUA, Mèxic) (espècie tipus)
  - Diguetia canities dialectica Chamberlin, 1924 (Mèxic)
  - Diguetia canites mulaiki Gertsch, 1958 (EUA)
- Diguetia catamarquensis (Mello-Leitão, 1941) (Argentina)
- Diguetia imperiosa Gertsch & Mulaik, 1940 (EUA, Mèxic)
- Diguetia mojavea Gertsch, 1958 (EUA)
- Diguetia propinqua (O. P.-Cambridge, 1896) (Mèxic)
- Diguetia signata Gertsch, 1958 (EUA)
- Diguetia stridulans Chamberlin, 1924 (Mèxic)

Segestrioides Keyserling, 1883
- Segestrioides badia (Simon, 1903) (Brasil)
- Segestrioides bicolor Keyserling, 1883 (Perú) (espècie tipus)
- Segestrioides copiapo Platnick, 1989 (Xile)
- Segestrioides tofo Platnick, 1989 (Xile)

### Superfamília Pholcoidea
Els diguètids havien format part de la superfamília dels folcoïdeus (Pholcoidea), al costat de fòlcids i plectrèurids. Durant un temps havia estat considerada com una subfamília dels plectrèurids.
Les aranyes, tradicionalment, havien estat classificades en famílies que van ser agrupades en superfamílies. Quan es van aplicar anàlisis més rigorosos, com la cladística, es va fer evident que la major part de les principals agrupacions utilitzades durant el segle XX no eren compatibles amb les noves dades. Actualment, els llistats d'aranyes, com ara el World Spider Catalog, ja ignoren la classificació de superfamílies.